# Divendres de Dolors

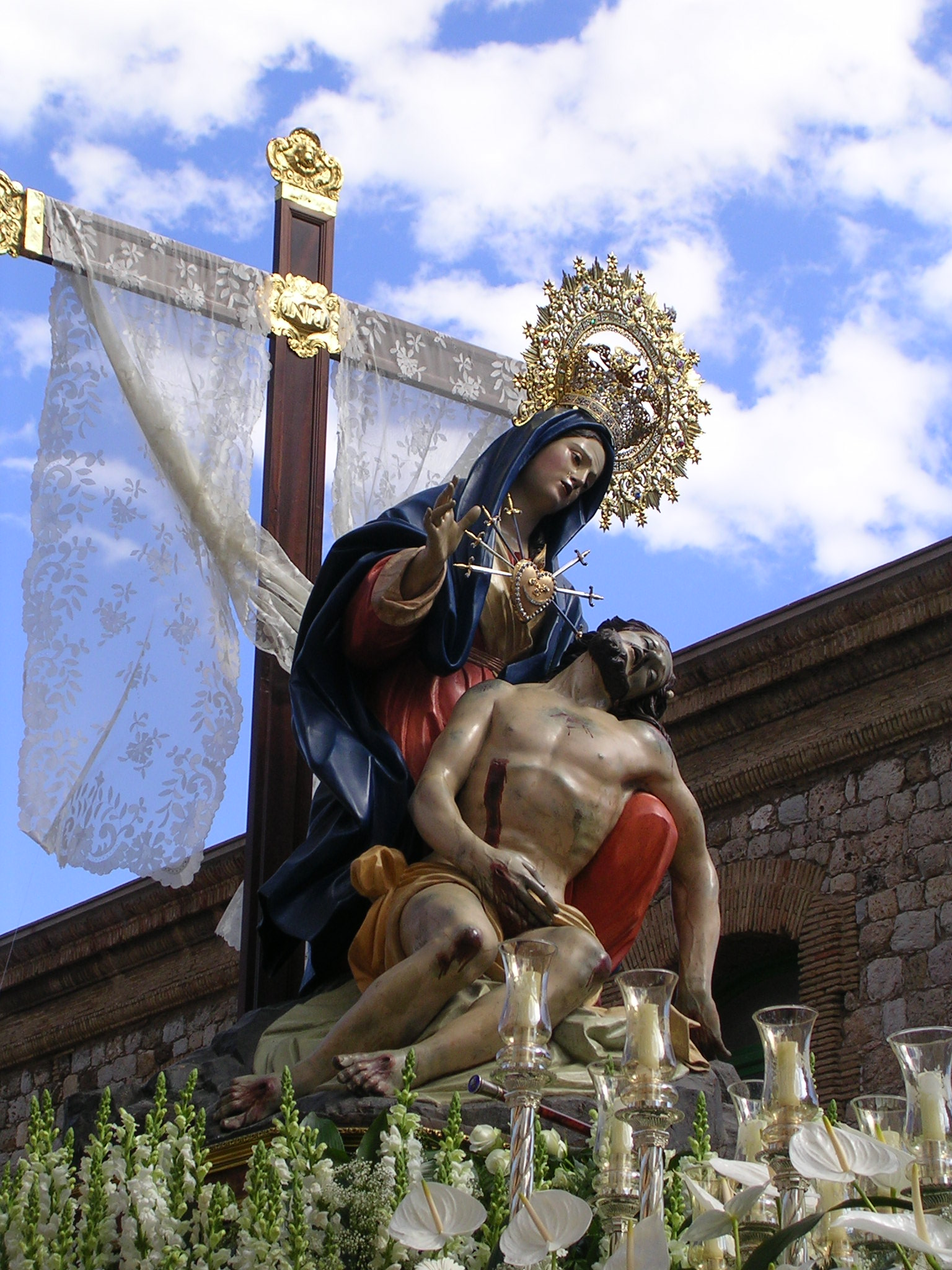
Verge de la Caritat, patrona de Cartagena (Espanya). Celebra la seva festivitat el Divendres de Dolors.

En la tradició cristiana, el Divendres de Dolors o Divendres de Passió, és el divendres anterior al Diumenge de Rams, comprès dins l'última setmana de Quaresma. En algunes regions és considerat com l'inici de la Setmana Santa o Setmana Major, en iniciar-se en aquest les processons. Els catòlics manifesten el seu fervor religiós en la celebració de la Mare de Déu dels Dolors incloent, per exemple, la seqüència de l'Stabat Mater en la litúrgia de la missa.
En alguns llocs es denomina Divendres de Concili, el qual és pres com a dia de dejuni i abstinència, quedant proscrit el consum de carns. A l'Empordà hi ha el costum d'elaborar els bunyols de vent i d'altres tipus, farcits de crema, nata o melmelada.

## Festes destacades
- Divendres de Dolors a Atzeneta del Maestrat[3]
- Processó del Divendres dels Dolors a Amer,[4] Banyoles,[5] Bellpuig[6] i molts altres.